# România la Jocurile Olimpice de iarnă din 1956
România a participat la Jocurile Olimpice de iarnă din 1956 cu 19 sportivi care au concurat la 4 sporturi (bob, sărituri cu schiurile, schi alpin și schi fond).

## Participarea românească
România a trimis la Cortina d'Ampezzo o delegație formată din 19 sportivi (13 bărbați și 6 femei), care au concurat la 4 sporturi cu 13 probe (8 masculine și 5 feminine). 
Cele mai bune rezultate obținute de delegația României au fost locurile 14 obținute de echipajul de bob de 2 persoane (Heinrich Enea și Mărgărit Blăgescu) și de cel de 4 persoane (Heinrich Enea, Nicolae Moiceanu, Dumitru Frățilă și Mărgărit Blăgescu) . Alte două boburi au ocupat locul 18 la cel de două persoane și 20 la cel de patru persoane. Rezultatele obținute de concurenții de la schi alpin, schi fond și sărituri cu schiurile au fost slabe, locurile obținute fiind inferioare locului 30. 
La această ediție a Jocurilor Olimpice, România nu a obținut niciun punct în clasamentul pe națiuni.

## Bob
| Sportiv                                                          | Probă                | Rezultat | Rezultat | Rezultat | Rezultat | Rezultat         | Rezultat |
| Sportiv                                                          | Probă                | Manșa 1  | Manșa 2  | Manșa 3  | Manșa 4  | Total            | Loc      |
| ---------------------------------------------------------------- | -------------------- | -------- | -------- | -------- | -------- | ---------------- | -------- |
| Heinrich Enea Mărgărit Blăgescu                                  | România I (Bob-2 m)  | 1.26,51  | 1.26,83  | 1.26,44  | 1.26,44  | 5.46,22 (+16,08) | 14       |
| Constantin Dragomir Gheorghe Moldoveanu                          | România II (Bob-2 m) | 1.27,22  | 1.26,42  | 1.27,57  | 1.28,95  | 5.50,16 (+20,02) | 18       |
| Heinrich Enea Dumitru Peteu Nicolae Moiceanu Mărgărit Blăgescu   | România I (Bob-4 m)  | 1.21,53  | 1.20,58  | 1.20,64  | 1.20,44  | 5.23,19 (+12,75) | 14       |
| Constantin Dragomir Vasile Panait Ion Staicu Gheorghe Moldoveanu | România II (Bob-4 m) | 1.21,21  | 1.21,22  | 1.22,37  | 1.23,03  | 5.27,83 (+17,39) | 20       |

## Sărituri cu schiurile
| Sportiv          | Prima săritură | A doua săritură | Total puncte | Loc |
| ---------------- | -------------- | --------------- | ------------ | --- |
| Nicolae Munteanu | 66,0 m         | 70,0 m          | 175,0        | 42  |

## Schi alpin
| Sportiv                | Probă            | Manșa 1       | Manșa 2       | Total            | Loc           |
| ---------------------- | ---------------- | ------------- | ------------- | ---------------- | ------------- |
| Gheorghe Cristoloveanu | Coborâre (m)     | descalificat  | descalificat  | descalificat     | descalificat  |
| Gheorghe Cristoloveanu | Slalom uriaș (m) |               |               | 3.30,5 (+30,4)   | 37            |
| Gheorghe Cristoloveanu | Slalom (m)       | 2.05,6        | 2.15,4        | 4.21,0 (+1.06,3) | 41            |
| Nicolae Pandrea        | Coborâre (m)     |               |               | 3.46,5 (+54,3)   | 31            |
| Nicolae Pandrea        | Slalom uriaș (m) |               |               | 4.12,3 (+1.12,2) | 74            |
| Nicolae Pandrea        | Slalom (m)       | 1.52,9        | 2.26,2        | 4.19,1 (+1.04,4) | 39            |
|                        |                  |               |               |                  |               |
| Elena Epuran           | Coborâre (f)     |               |               | 2.27,7 (+47,0)   | 44            |
| Elena Epuran           | Slalom uriaș (f) |               |               | 3.20,5 (+1.24,0) | 43            |
| Elena Epuran           | Slalom (f)       | descalificată | descalificată | descalificată    | descalificată |
| Magdalena Marotineanu  | Coborâre (f)     |               |               | 2.04,0 (+23,3)   | 40            |
| Magdalena Marotineanu  | Slalom uriaș (f) |               |               | 2.21,0 (+24,5)   | 39            |
| Magdalena Marotineanu  | Slalom (f)       | descalificată | descalificată | descalificată    | descalificată |

## Schi fond
Distanță
| Sportiv                                      | Probă              | Rezultat                           | Rezultat      |
| Sportiv                                      | Probă              | Timp                               | Loc           |
| -------------------------------------------- | ------------------ | ---------------------------------- | ------------- |
| Manole Aldescu                               | 15 km (m)          | 54.40 (+5.01)                      | 32            |
| Manole Aldescu                               | 30 km (m)          | 1:57.42 (+13.36)                   | 31            |
| Constantin Enache                            | 15 km (m)          | 56.06 (+6.27)                      | 40            |
| Constantin Enache                            | 30 km (m)          | 1:59.52 (+15.46)                   | 36            |
|                                              |                    |                                    |               |
| Iuliana Simon                                | 10 km (f)          | 49.32 (+11.21)                     | 38            |
| Ștefania Botcariu                            | 10 km (f)          | 49.37 (+11.26)                     | 39            |
| Margareta Arvay                              | 10 km (f)          | descalificare                      | descalificată |
| Ștefania Botcariu Elena Zangor Iuliana Simon | ștafetă 3x5 km (f) | decalificare (detalii necunoscute) | descalificată |